# Stop Me
Stop Me é uma coleção de álbuns da banda inglesa The Smiths. Publicado em 21 de janeiro de 1988 pela RCA Victor, para o mercado solo japonês.

## Produção
Em 1987, a gravadora britânica dos Smiths, Rough Trade, planejou lançar três singles do recém-gravado álbum Strangeways, Here We Come. Em agosto de 1987, "Girlfriend in a Coma" foi programado para ser lançado conforme planejado, quando surgiu a notícia de que a banda havia se separado. Isso apresentou um problema ao Rough Trade, já que nenhum material novo estaria disponível para complementar os outros singles em seus lados B. Foi decidido lançar os singles conforme planejado, utilizando material de arquivo para lados B. O cantor Morrissey permaneceu envolvido no desenvolvimento da capa dos singles.

O segundo single de Strangeways, Here We Come foi programado para ser "Stop Me If You Think You've Heard This One Before", uma música pop-rock acelerada. A música contém as frases
Eu caí na trave
E a dor era suficiente
Para fazer um budista tímido e careca refletir

E planejar um assassinato em massa
A Rough Trade considerou imprudente lançar a música após o massacre de Hungerford, temendo a proibição da rádio BBC. No Reino Unido, "I Started Something I Couldn't Finish" foi escolhido, mas outros países (Estados Unidos, Canadá, Austrália, Holanda) optaram por manter "Stop Me If You Think You've Heard This Before", lançando em formatos de 7", 12" e CD single.
Na Alemanha, a faixa foi lançada como lado A duplo com "Girlfriend in a Coma"; as versões de 12" e CD apresentavam os lados B originais deste último, "Work Is a Four-Letter Word" e "I Keep Mine Hidden". A gravadora japonesa da banda foi além e decidiu compilar seus três últimos singles, nenhum dos quais foi lançado no Japão, e todos os seus lados B em um álbum de compilação que trazia uma versão abreviada do título do último single (internacional). Na época do lançamento do álbum, outro single foi lançado no Reino Unido ("Last". Night I Dreamed That Somebody Loved Me", dezembro de 1987), mas não foi incluído.

## Lista de músicas
1. "Stop Me If You Think You've Heard This One Before" - 3:33
2. "Pretty Girls Make Graves" (versão inicial) – 3:40
3. "Some Girls Are Bigger Than Others" (ao vivo) * – 5:03
4. " Girfriend in a Coma " – 2:02
5. "Work Is a Four-Letter Word" ( Guy Woolfenden, Don Black )* – 2:45
6. "I Keep Mine Hidden" – 2:47
7. "Sheila Take a Bow" - 2:42
8. "Is It Really So Strange?" (Sessão de John Peel ) – 3:04
9. " Sweet and Tender Hooligan " (sessão de John Peel) – 3:36